# Brunnby, Vendels socken
Brunnby är en by i Vendels socken, Tierps kommun.
Brunnby omtalas första gången i markgäldsförteckningen 1312, och då fanns 4 skattskyldiga bönder i byn. Byn är dock med största sannolikhet forntida. I samband med omläggningen av E4 och den genom Brunnby passerande Länsväg C 709 hittades rester av ett hus från folkvandringstid i byn, jämte rester av stensträngar, och andra boplatsfynd. Intill byn finns även ett gravfält med fem synliga övertorvade stensättningar (RAÄ 88 Vendel), och längre norrut borttogs ett mindre gravfält med två högar, ett röse och tre runda stensättningar (RAÄ 90 Vendel). På byn ägor finns ännu ett mindre gravfält (RAÄ 88:2 Vendel).
Brunnby omtalas senare under medeltiden endast fragmentariskt. Ett köpebrev från 1344 nämns ett byte av jord i Brunnby, och 1457 sägs Karl Knutsson (Bonde) äga jord här. 1540-41 fanns här tre skattegårdar, men tydligen även en gård med kyrkojord. Den dyker upp i jordeboken först 1557 har troligen existerat tidigare men möjligen en tid legat öde. 1559 köpte Gustav Vasa en av skattegårdarna och lade den till kyrkojorden, som han då redan ägde.